# Amoerpanter
De amoerpanter of amoerluipaard (Panthera pardus orientalis) is de meest noordoostelijk voorkomende ondersoort van de luipaard. Deze ondersoort is ook bekend onder de namen Siberische luipaard of Verre-Oostelijke luipaard. De amoerpanter is in staat drie meter hoog te springen en horizontaal tweemaal de eigen lengte te overbruggen.

## Leefgebied
De amoerpanter leeft in het gebergte Sichote-Alin (vooral in de regio rond Chasanmeer in het uiterste zuiden) in de Russische kraj Primorje in het zuiden van het Russische Verre Oosten en in het bergachtige noorden van Noord-Korea. Door vernietiging van zijn leefomgeving als gevolg van toenemende menselijke invloeden, de voortgaande bonthandel en trofeejagers is de ondersoort sterk in aantal gedaald en een van de meest met uitsterving bedreigde katachtigen.

## Bescherming
Bij een telling in 2007 bleek dat er zich nog 25 tot 34 exemplaren in het wild bevonden, zes daarvan waren vrouwtjes. Om de populatie in stand te houden zijn ten minste 66 tot 100 wilde exemplaren vereist. Begin 2015 werd het aantal in het wild op 65 geschat. Volgens tellingen in 2017, onder andere met behulp van cameravallen, bestond de populatie dat jaar uit 84 volwassenen,  zeven grote welpen en twaalf jongen, en in een telling in 2023 bleek dat er nog 60 exemplaren in het wild zijn. De strijd tegen stroperij en het invoeren van beschermende wetten lijkt daarmee vruchten af te werpen.

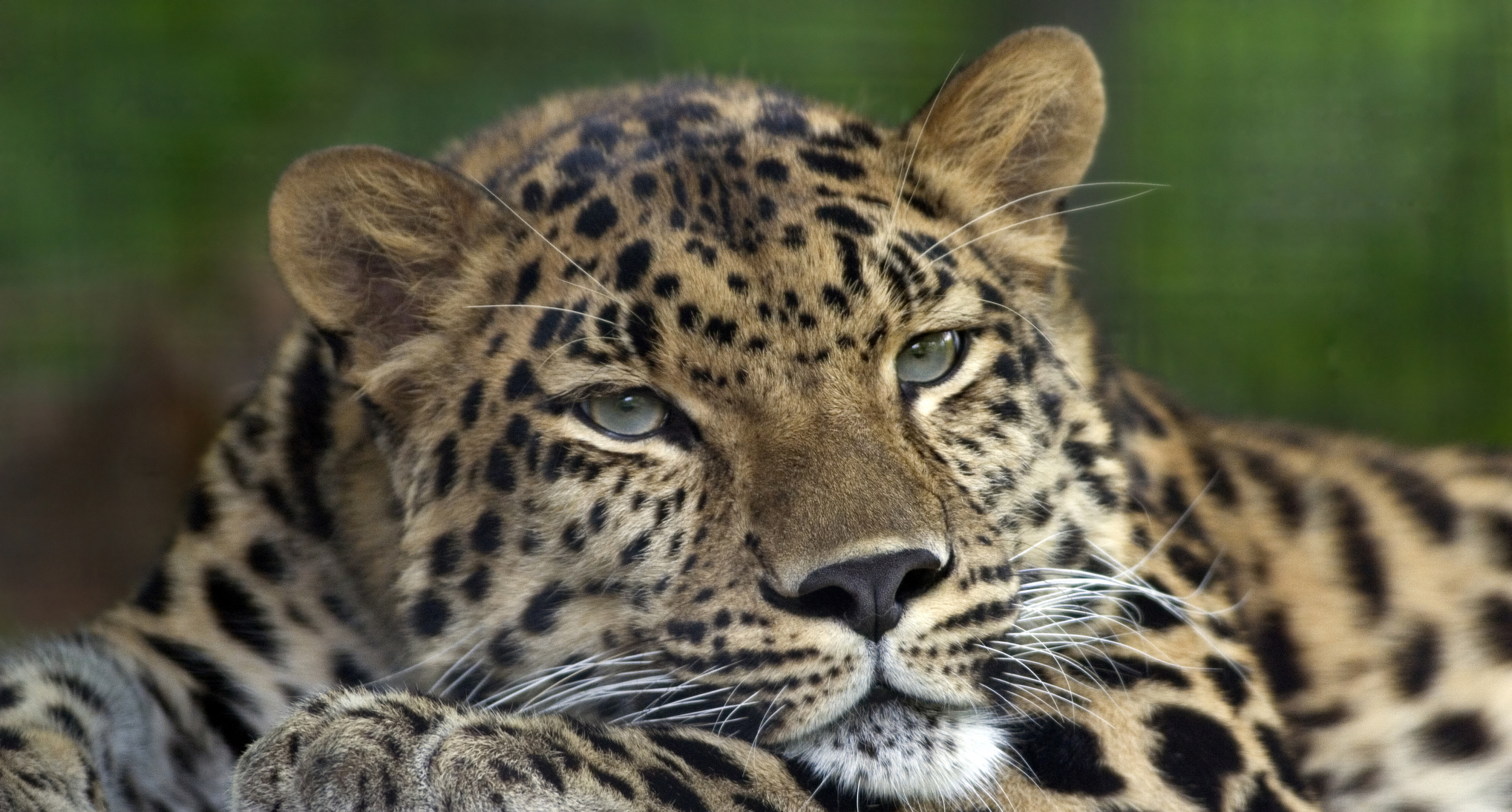
Amoerluipaard in de dierentuin van Pittsburgh

Achterindische panter (P. p. delacouri) · Indische panter (P. p. fusca) · Sri Lankaanse panter (P. p. kotiya) · Javaanse panter (P. p. melas) · Arabische luipaard (P. p. nimr) · Amoerpanter (P. p. orientalis) · Afrikaanse luipaard (P. p. pardus) · Perzische panter (P. p. saxicolor) · Anatolische panter (P. p. tulliana)